# Ba'al (film)
Ba'al (alternatieve titel: Ba'al: The Storm God) is een Amerikaans/Canadese televisiefilm uit 2008 onder regie van Paul Ziller. De productie is een titel uit de lijn Sci Fi Channel Originals. Het verhaal van deze sciencefictionfilm werd geschreven door de regisseur zelf samen met Andrew Black en stelt de Fenische godheid Baäl centraal.

## Verhaal
Archeoloog Lee Helm (Jeremy London) en zijn collega Carol (Stefanie von Pfetten) worden uitgenodigd te komen kijken bij een opgraving. Aangekomen blijkt Helms voormalige mentor Owen Stanford (Scott Hylands) hiervan de initiatiefnemer. Hij heeft Helm gevraagd voor zijn expertise en Carol omdat ze de tekens kan lezen op onder meer de boekrollen die hij bij zich heeft. Stanford legt uit dat hij de amuletten van Baäl aan het najagen is, voorwerpen uit een verhaal dat in de archeologische wereld bekendstaat als niet meer dan een mythe.
Baäl was in de Fenicische mythologie de zoon van hoofdgod El. Hij was als dondergod alleen zo wreed dat zijn vader hem zijn macht ontnam en deze verdeelde over vier amuletten, die de elementen vuur, water, wind en aarde symboliseren. De amuletten werden vervolgens verstopt op vier verschillende plaatsen op Aarde, met als bedoeling ze nooit meer samen te brengen.
Helms scepsis over de zoektocht van Stanford krijgt een deuk wanneer die even later inderdaad een van de vier amuletten boven de grond haalt. Deze is hierdoor nu volledig overtuigd van het bestaan van alle vier de metalen schijven. Het eerste amulet bevat dan ook aanwijzingen die Carol kan lezen naar de vindplaats van het tweede. Standford gaat ervan uit dat het tweede amulet daarom ook naar het derde leidt en het derde naar het laatste.
Iedere keer dat Stanford een van de amuletten vindt, breekt er ergens op aarde niettemin ook een storm uit die zijn gelijke niet kent in de geschiedenis van de Aarde. Bovendien zoeken deze stormen contact met elkaar en wanneer deze in aanraking komen, krijgt de stormgod Baäl stukje bij beetje gestalte. Dit is heimelijk ook precies Stanfords bedoeling, die door alle vier de amuletten te vinden het einde van de wereld kan inleiden. Hijzelf heeft niets te verliezen, want hij lijdt aan terminale kanker.

## Rolverdeling
- Peter Benson - Dig Foreman
- Johnny Cantiveros - Kaleel
- Lexa Doig - Dr. Marta Pena
- Michael Kopsa - Commandant Kittrick
- David Lewis - Risko
- Zen Shane Lim - Tech
- Troy Skog - Miller
- Elias Toufexis - Scott McCulloch
- Nigel Vonas - Shariff